# Amegosiphon
Amegosiphon (лат.) — род тлей из подсемейства Aphidinae (триба Macrosiphini). Центральная Азия (Иран, Казахстан, Таджикистан).

## Описание
Мелкие насекомые зеленовато-жёлтого цвета, длина около 2 мм.
Ассоциированы с двудольными растениями рода барбарис (Berberis). Брахиптерные самцы отмечены в октябре-ноябре.
- Amegosiphon platicaudum Narzukulov